# Научный комитет по изучению Антарктики

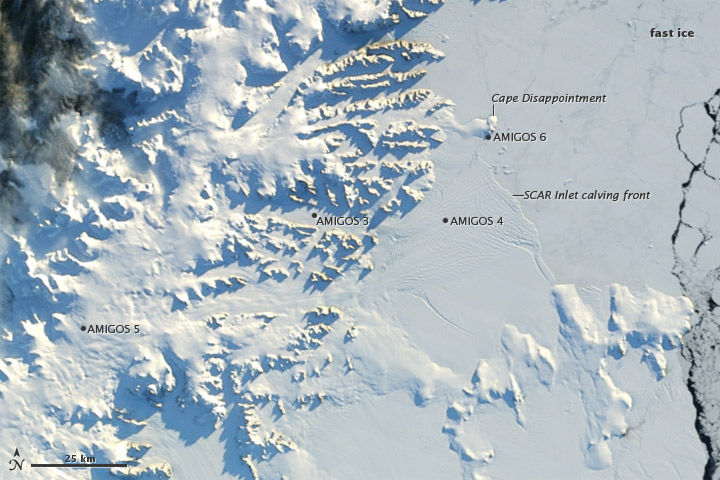
Ледяной фронт SCAR Inlet назван в честь Научного комитета по изучению Антарктики (Scientific Committee on Antarctic Research). Это фрагмент, оставшийся от намного большего ледяного шельфа Ларсен B, распавшегося в 2002 году.

Научный комитет по изучению Антарктики (англ. Scientific Committee on Antarctic Research, сокр. SCAR) — междисциплинарный отдел Международного совета по науке.

## История
SCAR был создан в феврале 1958 года для продолжения международной координации научной деятельности в Антарктике, которая началась в Международный геофизический год 1957-58. Комитету поручено инициировать, развивать и координировать научные исследования в антарктическом регионе.
Научная деятельность комитета ведётся постоянными научными группами. Комитет также предоставляет научные консультации Консультативным совещаниям по Договору об Антарктике и другим организациям по вопросам науки и сохранения, чья деятельность связана с Антарктикой и Южным океаном. В этой роли Комитет вынес множество рекомендаций по ряду вопросов, некоторые из которых были включены в документы Договора об Антарктике.

## Деятельность
Научный комитет по изучению Антарктики собирается каждые два года для ведения административных дел на Собрании делегатов комитета. Исполнительный комитет, избранный из делегатов, отвечает за повседневное управление SCAR через его секретариат в Полярном исследовательском институте Скотта в Кембридже, Англия. Исполнительный комитет состоит из президента и четырёх вице-президентов. В состав Секретариата SCAR входят исполнительный директор, исполнительный офицер и помощник по административным вопросам.
SCAR также проводит перед совещанием делегатов крупную открытую научную конференцию для привлечения внимания к вопросам Антарктики, а также совещания постоянных научных групп, которые предназначены для окончательной доработки научных программ для возможного утверждения делегатами.
В 2002 году Комитет получил престижную премию принца Астурийского за международное сотрудничество.

## Награды
С 2006 года Комитет присуждает три медали раз в два года в знак признания передового опыта в исследованиях Антарктики и Южного океана и выдающихся заслуг перед международным сообществом Антарктики. Существует одна медаль за выдающиеся достижения в области антарктических исследований, одна — за международную научную координацию и медаль президента SCAR за выдающиеся достижения. Вручение проводится на Открытой научной конференции Комитета и призвано вознаградить тех, кто является образцом лучших представителей антарктического сообщества и служат примером для подражания следующему поколению.